# I-tal

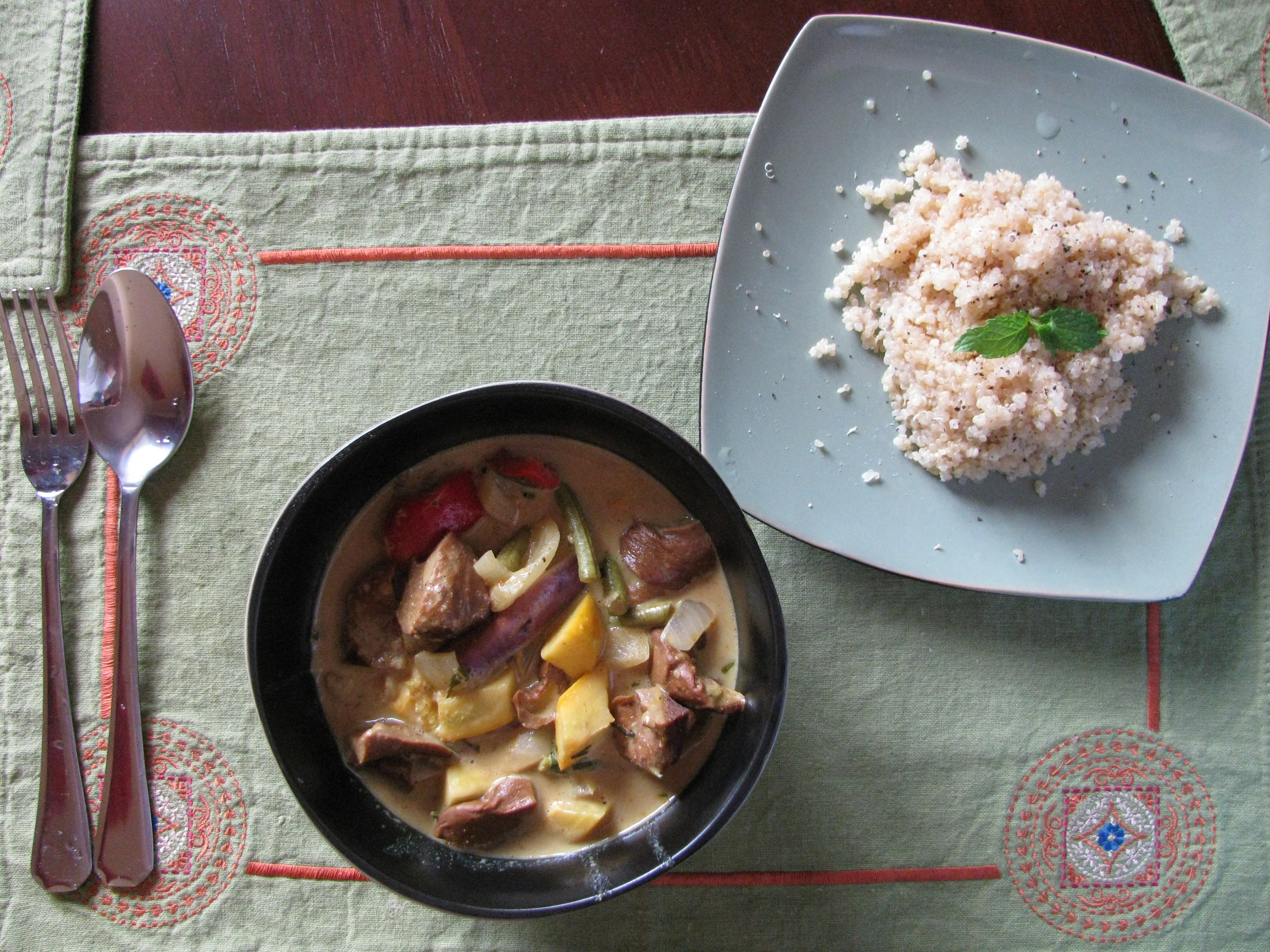
Comida i-tal

I-tal ou ital (/aital/) é a comida aprovada para o consumo segundo o movimento rastafári. O termo deriva da palavra vital ("vital" em inglês), com sua sílaba inicial substituída por i - algo que é feito com diversas palavras no vocabulário rastafári para simbolizar a unidade de quem está falando com toda a natureza.
Os primeiros praticantes adotaram suas leis dietéticas baseando-se em sua interpretação de diversos livros da Bíblia, como o Gênesis ("Eis que vos tenho dado todas as ervas que produzem semente, as quais se acham sobre a face de toda a terra, bem como todas as árvores em que há fruto que dê semente; ser-vos-ão para mantimento.", o Levítico e o Deuteronômio. Embora existam diferentes interpretações dentro i-tal sobre as comidas específicas, o princípio geral é de que o alimento deve ser natural, ou puro, e de terra; os rastafáris evitam comida que tenha sido modificada quimicamente ou contenha aditivos artificiais (como corantes, flavorizantes e conservas). Também evitam adicionar sal às comidas.
O rastafarianismo, assim como religiões como o islamismo, o judaísmo e o cristianismo ortodoxo etíope, proíbe o consumo de carne de porco. Alguns rastafáris também evitam comer frutos do mar porque eles, assim como os porcos, são necrófagos. A maioria dos rastas também evita o consumo de qualquer carne vermelha, e muitos não comem peixes ou peixes que tenham mais de 30 centímetros. Muitos são estritamente vegetarianos.
Algumas interpretações mais rígidas também evitam comida que tenha sido preservada em latas ou que tenha sido seca, ou até mesmo proíbem o uso de utensílios de metal para cozinhar, algo que os seguidores das dietas aiurvédicas. Neste caso, apenas panelas e talheres de cerâmica e madeira são utilizados.
O rastafarianismo não permite o consumo de álcool, tabaco e café que, para o movimento, são drogas que nublam a mente. Os rastas, no entanto, acreditam que o consumo da maconha provoca um forte estado de devoção religiosa. Alguns rastafáris, especialmente em áreas pouco urbanizadas, não acreditam na medicina tradicional.